# Óscar Gil
Óscar Gil Regaño, född 26 april 1998, är en spansk fotbollsspelare.
Han blev olympisk silvermedaljör i fotboll vid sommarspelen 2020 i Tokyo.